# Turniej kwalifikacyjny NORCECA w piłce siatkowej mężczyzn do Letnich Igrzysk Olimpijskich 2012
Turniej kwalifikacyjny stanowił drugą szansę (po Pucharze Świata) dla drużyn zrzeszonych w Konfederacji Piłki Siatkowej Ameryki Północnej, Centralnej i Regionu Karaibów (NORCECA) na awans do turnieju olimpijskiego w piłce siatkowej mężczyzn na Letnich Igrzyskach Olimpijskich 2012. Wszystkie mecze rozegrane zostały w Walter Pyramid w Long Beach w Stanach Zjednoczonych.
W rozgrywkach udział wzięło 8 reprezentacji, które podzielone zostały na dwie grupy (A i B). Zwycięzcy grup uzyskiwali automatyczny awans do półfinałów, natomiast drużyny, które zajęły miejsca 2-3 w swoich grupach rywalizowały w ćwierćfinałach. Przegrani ćwierćfinałów grali o miejsca 5-8, natomiast przegrani półfinałów o 3. miejsce. 
Awans do igrzysk olimpijskich uzyskał zespół Stanów Zjednoczonych jako zwycięzca turnieju.

## Drużyny uczestniczące
| Drużyna           | Ranking FIVB (04.01.2012) | Mistrzostwa kontynentalne 2011 |
| ----------------- | ------------------------- | ------------------------------ |
| Dominikana        | 46. miejsce               | –                              |
| Kanada            | 18. miejsce               | 3. miejsce                     |
| Kostaryka         | 43. miejsce               | 7. miejsce                     |
| Kuba              | 5. miejsce                | 1. miejsce                     |
| Meksyk            | 23. miejsce               | 5. miejsce                     |
| Portoryko         | 17. miejsce               | 4. miejsce                     |
| Stany Zjednoczone | 6. miejsce                | 2. miejsce                     |
| Trynidad i Tobago | 33. miejsce               | 6. miejsce                     |

## Faza grupowa

### Grupa A
Tabela
| Lp. | Drużyna           | Mecze | Mecze | Mecze | Pkt | Małe punkty | Małe punkty | Małe punkty | Sety | Sety | Sety  |
| Lp. | Drużyna           | M     | W     | P     | Pkt | zdob.       | str.        | ratio       | wyg. | prz. | ratio |
| --- | ----------------- | ----- | ----- | ----- | --- | ----------- | ----------- | ----------- | ---- | ---- | ----- |
| 1   | Stany Zjednoczone | 3     | 3     | 0     | 15  | 225         | 121         | 1.860       | 9    | 0    | MAX   |
| 2   | Meksyk            | 3     | 2     | 1     | 9   | 225         | 216         | 1.042       | 6    | 4    | 1.500 |
| 3   | Trynidad i Tobago | 3     | 1     | 2     | 6   | 194         | 229         | 0.847       | 4    | 6    | 0.667 |
| 4   | Kostaryka         | 3     | 0     | 3     | 0   | 147         | 225         | 0.653       | 0    | 9    | 0.000 |

Źródło: norceca.org
Punktacja: 3:0 – 5 pkt, 3:1 – 4 pkt, 3:2 – 3 pkt, 2:3 – 2 pkt, 1:3 – 1 pkt, 0:3 – 0 pkt
Zasady ustalania kolejności: 1. liczba zwycięstw, 2. liczba punktów, 3. stosunek małych punktów, 4. stosunek setów, 5. bilans w bezpośrednich meczach
Wyniki spotkań
| Data  | Godzina | Drużyna 1         | Wynik | Drużyna 2         | Set 1 | Set 2 | Set 3 | Set 4 | Set 5 | Widzów | Raport |
| ----- | ------- | ----------------- | ----- | ----------------- | ----- | ----- | ----- | ----- | ----- | ------ | ------ |
| 07.05 | 15:00   | Meksyk            | 3:0   | Kostaryka         | 25:17 | 25:18 | 25:20 |       |       | 500    |        |
| 07.05 | 20:00   | Stany Zjednoczone | 3:0   | Trynidad i Tobago | 25:9  | 25:10 | 25:14 |       |       | 1325   |        |
| 08.05 | 15:00   | Meksyk            | 3:1   | Trynidad i Tobago | 25:18 | 19:25 | 25:21 | 25:22 |       | 300    |        |
| 08.05 | 20:00   | Stany Zjednoczone | 3:0   | Kostaryka         | 25:14 | 25:9  | 25:9  |       |       | 1200   |        |
| 09.05 | 15:00   | Kostaryka         | 0:3   | Trynidad i Tobago | 18:25 | 23:25 | 19:25 |       |       | 300    |        |
| 09.05 | 20:00   | Stany Zjednoczone | 3:0   | Meksyk            | 25:23 | 25:19 | 25:14 |       |       | 1550   |        |

### Grupa B
Tabela
| Lp. | Drużyna    | Mecze | Mecze | Mecze | Pkt | Małe punkty | Małe punkty | Małe punkty | Sety | Sety | Sety  |
| Lp. | Drużyna    | M     | W     | P     | Pkt | zdob.       | str.        | ratio       | wyg. | prz. | ratio |
| --- | ---------- | ----- | ----- | ----- | --- | ----------- | ----------- | ----------- | ---- | ---- | ----- |
| 1   | Kanada     | 3     | 3     | 0     | 15  | 225         | 160         | 1.406       | 9    | 0    | MAX   |
| 2   | Kuba       | 3     | 2     | 1     | 10  | 209         | 182         | 1.148       | 6    | 3    | 2.000 |
| 3   | Portoryko  | 3     | 1     | 2     | 5   | 183         | 199         | 0.920       | 3    | 6    | 0.500 |
| 4   | Dominikana | 3     | 0     | 3     | 0   | 149         | 225         | 0.662       | 0    | 9    | 0.000 |

Źródło: norceca.org
Punktacja: 3:0 – 5 pkt, 3:1 – 4 pkt, 3:2 – 3 pkt, 2:3 – 2 pkt, 1:3 – 1 pkt, 0:3 – 0 pkt
Zasady ustalania kolejności: 1. liczba zwycięstw, 2. liczba punktów, 3. stosunek małych punktów, 4. stosunek setów, 5. bilans w bezpośrednich meczach
Wyniki spotkań
| Data  | Godzina | Drużyna 1 | Wynik | Drużyna 2  | Set 1 | Set 2 | Set 3 | Set 4 | Set 5 | Widzów | Raport |
| ----- | ------- | --------- | ----- | ---------- | ----- | ----- | ----- | ----- | ----- | ------ | ------ |
| 07.05 | 13:00   | Kanada    | 3:0   | Dominikana | 25:21 | 25:13 | 25:15 |       |       | 453    |        |
| 07.05 | 18:00   | Kuba      | 3:0   | Portoryko  | 25:20 | 25:18 | 25:18 |       |       | 645    |        |
| 08.05 | 13:00   | Kuba      | 3:0   | Dominikana | 25:15 | 25:21 | 25:15 |       |       | 175    |        |
| 08.05 | 18:00   | Kanada    | 3:0   | Portoryko  | 25:19 | 25:20 | 25:13 |       |       | 530    |        |
| 09.05 | 13:00   | Portoryko | 3:0   | Dominikana | 25:15 | 25:18 | 25:16 |       |       | 175    |        |
| 09.05 | 18:00   | Kuba      | 0:3   | Kanada     | 21:25 | 17:25 | 21:25 |       |       | 1200   |        |

## Faza pucharowa

### Mecze o miejsca 1-8
|  |              |                   |              |    |                   |           |                   |           |    |        |       |       |       |
|  | Ćwierćfinały | Ćwierćfinały      | Ćwierćfinały |    |                   | Półfinały | Półfinały         | Półfinały |    |        | Finał | Finał | Finał |
|  | Ćwierćfinały | Ćwierćfinały      | Ćwierćfinały |    |                   | Półfinały | Półfinały         | Półfinały |    |        | Finał | Finał | Finał |
|  |              |                   |              |    |                   |           |                   |           |    |        |       |       |       |
|  |              |                   |              |    |                   |           |                   |           |    |        |       |       |       |
|  |              |                   |              | B1 | Kanada            | 3         |                   |           |    |        |       |       |       |
|  |              |                   |              | B1 | Kanada            | 3         |                   |           |    |        |       |       |       |
|  | A2           | Meksyk            | 1            |    |                   | B3        | Portoryko         | 2         |    |        |       |       |       |
|  | A2           | Meksyk            | 1            |    |                   | B3        | Portoryko         | 2         |    |        |       |       |       |
|  | B3           | Portoryko         | 3            |    |                   |           |                   |           | B1 | Kanada | 0     |       |       |
|  | B3           | Portoryko         | 3            |    |                   |           |                   |           | B1 | Kanada | 0     |       |       |
|  |              |                   |              |    |                   | A1        | Stany Zjednoczone | 3         |    |        |       |       |       |
|  |              |                   |              |    |                   | A1        | Stany Zjednoczone | 3         |    |        |       |       |       |
|  |              |                   |              | A1 | Stany Zjednoczone | 3         |                   |           |    |        |       |       |       |
|  |              |                   |              | A1 | Stany Zjednoczone | 3         |                   |           |    |        |       |       |       |
|  | B2           | Kuba              | 3            |    |                   | B2        | Kuba              | 1         |    |        |       |       |       |
|  | B2           | Kuba              | 3            |    |                   | B2        | Kuba              | 1         |    |        |       |       |       |
|  | A3           | Trynidad i Tobago | 0            |    |                   |           |                   |           |    |        |       |       |       |
|  | A3           | Trynidad i Tobago | 0            |    |                   |           |                   |           |    |        |       |       |       |

#### Ćwierćfinały
| Data  | Godzina | Drużyna 1 | Wynik | Drużyna 2         | Set 1 | Set 2 | Set 3 | Set 4 | Set 5 | Widzów | Raport |
| ----- | ------- | --------- | ----- | ----------------- | ----- | ----- | ----- | ----- | ----- | ------ | ------ |
| 10.05 | 20:00   | Meksyk    | 1:3   | Portoryko         | 21:25 | 23:25 | 25:20 | 19:25 |       | 525    |        |
| 10.05 | 18:00   | Kuba      | 3:0   | Trynidad i Tobago | 25:18 | 25:13 | 25:16 |       |       | 250    |        |

#### Półfinały
| Data  | Godzina | Drużyna 1         | Wynik | Drużyna 2 | Set 1 | Set 2 | Set 3 | Set 4 | Set 5 | Widzów | Raport |
| ----- | ------- | ----------------- | ----- | --------- | ----- | ----- | ----- | ----- | ----- | ------ | ------ |
| 11.05 | 18:00   | Kanada            | 3:2   | Portoryko | 22:25 | 25:23 | 19:25 | 25:23 | 15:11 | 2300   |        |
| 11.05 | 20:00   | Stany Zjednoczone | 3:1   | Kuba      | 21:25 | 25:18 | 25:17 | 25:16 |       | 3000   |        |

#### Mecz o 3. miejsce
| Data  | Godzina | Drużyna 1 | Wynik | Drużyna 2 | Set 1 | Set 2 | Set 3 | Set 4 | Set 5 | Widzów | Raport |
| ----- | ------- | --------- | ----- | --------- | ----- | ----- | ----- | ----- | ----- | ------ | ------ |
| 12.05 | 17:00   | Portoryko | 0:3   | Kuba      | 20:25 | 21:25 | 15:25 |       |       | 1000   |        |

#### Finał
| Data  | Godzina | Drużyna 1 | Wynik | Drużyna 2         | Set 1 | Set 2 | Set 3 | Set 4 | Set 5 | Widzów | Raport |
| ----- | ------- | --------- | ----- | ----------------- | ----- | ----- | ----- | ----- | ----- | ------ | ------ |
| 12.05 | 20:00   | Kanada    | 0:3   | Stany Zjednoczone | 26:28 | 18:25 | 20:25 |       |       | 4700   |        |

### Mecze o miejsca 5-8
|  |               |                   |               |            |   |                   |                   |                   |
|  | Półfinały 5-8 | Półfinały 5-8     | Półfinały 5-8 |            |   | Mecz o 5. miejsce | Mecz o 5. miejsce | Mecz o 5. miejsce |
|  | Półfinały 5-8 | Półfinały 5-8     | Półfinały 5-8 |            |   | Mecz o 5. miejsce | Mecz o 5. miejsce | Mecz o 5. miejsce |
|  |               |                   |               |            |   |                   |                   |                   |
|  |               |                   |               |            |   |                   |                   |                   |
|  | A4            | Kostaryka         | 0             |            |   |                   |                   |                   |
|  | A4            | Kostaryka         | 0             |            |   |                   |                   |                   |
|  | A2            | Meksyk            | 3             |            |   |                   |                   |                   |
|  | A2            | Meksyk            | 3             |            |   | A2                | Meksyk            | 3                 |
|  |               |                   |               |            |   | A2                | Meksyk            | 3                 |
|  |               |                   | B4            | Dominikana | 0 |                   |                   |                   |
|  | B4            | Dominikana        | B4            | Dominikana | 0 | 3                 |                   |                   |
|  | B4            | Dominikana        |               |            |   |                   |                   |                   |
|  | A3            | Trynidad i Tobago | 1             |            |   |                   |                   |                   |
|  | A3            | Trynidad i Tobago | 1             |            |   |                   |                   |                   |
|  |               |                   |               |            |   |                   |                   |                   |

#### Półfinały 5-8
| Data  | Godzina | Drużyna 1  | Wynik | Drużyna 2         | Set 1 | Set 2 | Set 3 | Set 4 | Set 5 | Widzów | Raport |
| ----- | ------- | ---------- | ----- | ----------------- | ----- | ----- | ----- | ----- | ----- | ------ | ------ |
| 11.05 | 13:00   | Kostaryka  | 0:3   | Meksyk            | 19:25 | 19:25 | 16:25 |       |       | 180    |        |
| 11.05 | 15:00   | Dominikana | 3:1   | Trynidad i Tobago | 25:21 | 22:25 | 27:25 | 25:19 |       | 325    |        |

#### Mecz o 7. miejsce
| Data  | Godzina | Drużyna 1 | Wynik | Drużyna 2         | Set 1 | Set 2 | Set 3 | Set 4 | Set 5 | Widzów | Raport |
| ----- | ------- | --------- | ----- | ----------------- | ----- | ----- | ----- | ----- | ----- | ------ | ------ |
| 12.05 | 13:00   | Kostaryka | 1:3   | Trynidad i Tobago | 18:25 | 23:25 | 25:15 | 22:25 |       | 200    |        |

#### Mecz o 5. miejsce
| Data  | Godzina | Drużyna 1 | Wynik | Drużyna 2  | Set 1 | Set 2 | Set 3 | Set 4 | Set 5 | Widzów | Raport |
| ----- | ------- | --------- | ----- | ---------- | ----- | ----- | ----- | ----- | ----- | ------ | ------ |
| 12.05 | 15:00   | Meksyk    | 3:0   | Dominikana | 25:21 | 25:16 | 25:21 |       |       | 200    |        |

## Klasyfikacja końcowa
| Lp.                             | Drużyna           |
| ------------------------------- | ----------------- |
| 1                               | Stany Zjednoczone |
| 2                               | Kanada            |
| 3                               | Kuba              |
| 4                               | Portoryko         |
| 5                               | Meksyk            |
| 6                               | Dominikana        |
| 7                               | Trynidad i Tobago |
| 8                               | Kostaryka         |
| awans do turnieju olimpijskiego |                   |

## Nagrody indywidualne
| MVP             | Najlepszy punktujący | Najlepszy atakujący | Najlepszy blokujący | Najlepszy zagrywający | Najlepszy broniący | Najlepszy rozgrywający | Najlepszy przyjmujący   | Najlepszy libero |
| --------------- | -------------------- | ------------------- | ------------------- | --------------------- | ------------------ | ---------------------- | ----------------------- | ---------------- |
| Clayton Stanley | Juan Figueroa        | Matthew Anderson    | David Lee           | Pedro Rangel          | Jesús Rangel       | Pedro Rangel           | Keibir Gutiérrez Torres | Gregory Berrios  |